# Wattebauschtest
Der Wattebauschtest ist eine Untersuchungsmethode des Gesichtssinns in der Tiermedizin, der vor allem bei Hunden und Katzen eingesetzt wird.

## Ablauf
Beim Wattebauschtest wird im seitlichen Gesichtsfeld ein Wattebausch fallengelassen; alternativ wird er von außerhalb des Sichtbereichs in das Gesichtsfeld des Hundes geworfen. Da der Wattebausch nahezu lautlos fällt, kann keine Korrektur durch das Gehör erfolgen. Zudem fällt der Wattebausch langsam genug, um eine visuelle Verfolgungsreaktion auszulösen. Bei vorhandenem Sehvermögen folgt das Tier dem fallenden Wattebausch. Träge Tiere reagieren manchmal nur mit einem kurzen Spitzen der Ohren, die aber anzeigen, dass der Wattebausch wahrgenommen wurde.
Reagiert das Tier nicht auf den fallenden Wattebausch, können entweder eine starke Beeinträchtigung des Sehvermögens oder aber Bewusstseinsstörungen vorliegen.